# João Ricardo (brazylijski piłkarz)
João Ricardo Riedi (ur. 6 września 1988 w Mariano Moro) – brazylijski piłkarz występujący na pozycji bramkarza, od 2023 roku zawodnik Fortalezy.